# Юсифзаде, Зия Мамедия оглы
Зия Мамедия оглы Юсифзаде (азерб. Ziya Məmmədiyyə oğlu Yusifzadə; 15 февраля 1929 — 29 сентября 2015) — почетный сотрудник органов государственной безопасности СССР и МНБ Азербайджана. Председатель КГБ Азербайджанской ССР (1980—1988).
Бывший ректор Академии МНБ имени Гейдара Алиева. Генерал-лейтенант.

## Биография
Родился в 1929 году в интеллигентной семье в городе Шеки. В 1945 году окончил среднюю школу в Закаталах. После окончания школы занимался педагогической деятельностью в Закаталах. В 1952 году окончил Московский государственный педагогический институт иностранных языков, по специальности — педагог английского языка. Знал четыре иностранных языка. За период около 45-летней службы в органах награждён более 40 орденами и медалями Азербайджанской Республики, СССР и иностранных государств. 25 марта 2003 года награждён орденом «Азербайджанского знамени», 19 февраля 2009 года — орденом «Славы».

### Работа вКГБСССР
- В 1952—1956 годах работал на ответственных постах в Министерстве Просвещения и Совете Министров Азербайджанской ССР.
- В 1956 году был принят на действительную военную службу в КГБ Аз. ССР.
- В 1972—1976 годах — работал начальником контрразведывательного отдела КГБ, с 1976 года — первый заместитель председателя КГБ.
- С 18 июня 1980 года — 11 августа 1988 года — председатель КГБ Азербайджанской ССР. В 1977 году получил звание генерал-майорa, а в 1984 — генерал-лейтенанта.
- В 1988—1992 годах — работал начальником отдела межнациональных отношений Совета Министров Азербайджанской ССР.

С 1992 года на пенсии.

### Возвращение к военной службе
Учитывая большой жизненный и оперативный опыт, 28 июня 1999 году по распоряжению Президента Азербайджанской Республики Гейдара Алиева Зия Юсифзаде был восстановлен на военной службе и назначен начальником Академии МНБ.

## Политическая деятельность в Азербайджанской ССР
Зия Юсифзаде несколько раз избирался депутатом Бакинского Совета, Верховного Совета Азербайджанской ССР и Верховного Совета СССР. 
В 1970—1988 годах он был кандидатом в члены ЦК Коммунистической Партии Азербайджанской ССР.